# Enlèvements d'Occidentaux en Inde
Les enlèvements d'Occidentaux en Inde sont des enlèvements de quatre touristes étrangers par des terroristes survenus le 20 octobre 1994 à New Delhi, en Inde.

## Contexte
Une violente insurrection se déroulait au Jammu-et-Cachemire depuis 1989. Des enlèvements de touristes étrangers avaient été tentés par les rebelles du Cachemire, notamment la tentative d'enlèvement de sept israéliens en 1991. Cependant, jusqu'à présent, les séparatistes n'avaient enlevé personne, en dehors de l'État contesté.
Trois des personnes enlevées, Paul Benjamin Ridout, Christopher Myles Croston et Rhys Partridge (citoyen australien d'origine britannique), étaient originaires de Grande-Bretagne et un quatrième, Béla Nuss, était un américain de San Francisco, en Californie.

## Enlèvements
Les touristes se sont tous liés d'amitié avec le jeune britannique Ahmed Omar Saeed Sheikh, membre du Harakat-ul-Ansar et se faisant passer pour un indien sous le nom de "Rohit Sharma". Il leur dit que son oncle était mort et lui avait laissé un village. Il les a ensuite invités à visiter le village avec lui. Les trois britanniques ont été emmenés dans un village près de Saharanpur et gardés en captivité par ses associés. Béla Nuss a été le dernier à être kidnappé et a été détenu à Ghaziabad juste à l'extérieur de Delhi. Les ravisseurs ont exigé que le gouvernement indien libère dix militants emprisonnés au Cachemire et menacé de décapiter leurs captifs si la demande n'était pas satisfaite.

## Sauvetage
Béla Nuss a été libérée le 31 octobre par la police, alors qu'elle enquêtait sur un braquage, la police est tombée sur la maison où elle était retenue captive. Après des informations données à la police par Nuss sur la détention d'autres otages, la police a jalonné la maison, capturé l'un des chauffeurs, et l'interrogatoire de deux terroristes, arrêtés plus tard sur le site, les a conduits au village de Saharanpur, où les britanniques étaient retenus captifs. Omar Saeed a également été capturé et blessé alors qu'il était revenu à la maison de Ghaziabad pour parler à Nuss après avoir été informé qu'il avait cessé de manger quatre jours auparavant. Deux policiers et un militant ont été tués dans une fusillade avant l'aube au deuxième endroit le 1er novembre. Tous les touristes ont été libérés indemnes.

## Conséquences
Ahmed Omar Saeed Sheikh a été incarcéré à la prison de Tihar et est resté en prison jusqu'en décembre 1999, date à laquelle il a été libéré en échange des passagers à bord du vol 814 détourné d'Indian Airlines. Il a été allégué par la suite qu'il était impliqué dans le meurtre de Daniel Pearl. Il a été condamné à mort le 14 juillet 2002 au Pakistan. Trois militants pakistanais appartenant à Harakat-ul-Ansar ont été condamnés à mort et trois autres à perpétuité par un tribunal de Delhi en avril 2002 pour leur rôle dans l'enlèvement. Sous l'interrogatoire de la CIA, Khalid Cheikh Mohammed a avoué être celui qui a personnellement brandi la lame qui a tué Daniel Pearl.

## Culture populaire
L'enlèvement a fait l'objet d'un épisode de 2008 de la série télévisée Banged Up Abroad.
Le film de Bollywood Omerta (en) (film de 2017) est basé sur cet enlèvement et Ahmed Omar Saeed Sheikh.